# カンマル県
カンマル県（カンマルけん）は中華人民共和国チベット自治区シガツェ市に位置する県。

## 行政区画
1鎮、8郷を管轄：
- 鎮：カンマル鎮（康馬鎮）
- 郷：南尼郷、少崗郷、康如郷、薩瑪達郷、嘎拉郷、涅如堆郷、涅如麦郷、雄章郷